# Каплиця РКЦ (Литячі)
Каплиця РКЦ у Литячах — колишня римсько-католицька каплиця в селі Литячах Тернопільської области України.

## Відомості
- 1921 — утворено парафію.
- 1887 — споруджено та освячено філіальну муровану каплицю. У радянський період в її приміщенні функціонувало зерносховище. Згодом почала занепадати та перетворюватися в руїну.
- 2017 — уродженець Литячів та політв'язень Микола Горбаль за власні кошти впорядкував фасад святині.

У зв'язку з відсутністю в селі римсько-католицької громади, ймовірно, що святиня перейде у власність греко-католиків.